# Kybelé
Kybelé (frýžsky Matar Kubileja, starořecky Κυβέλη Kybelé, latinsky Cybele) je původem frýžská mateřská bohyně, jejíž kult byl převzat také do řeckého a římského náboženství. V antice byla střediskem jejího kultu Troáda v dnešním severozápadním Turecku, především město Pessinúnt a blízké hory Ída a Dindymos, kde byl uctíván s ní spojený černý kámen jež měl spadnout z nebe, a měl bohyni zpodobňovat. Byla ctěna jako bohyně země, plodnosti, divokých zvířat a byla provázena lvy. Často byla titulována jako Velká matka či Velká matka bohů.
V Řecku byla ztotožněna s Gaiou, Démétér a Rheiou, v Římě s Terrou, Ops, Pales a Bellonou. Taktéž splývala s kappadockou bohyní Má. Kybelé je blízká také jiné maloasijské bohyni, hermafroditní Agdistis, jíž byl také přisuzován milenecký vztah s Attidem. V některých dobových zdrojích jsou obě božstva jasně oddělována, v jiných ztotožňována. Sloužili ji bytosti zvané Kúréti, Korybanté i trpasličí Daktylové, podle jednoho z podání byla matkou frýgského krále Midase
Podle oblíbeného mýtu se její milenec Attis zamiloval do nymfy a bohyně za to na něj seslala šílenství, v kterém se mladík sám vykastroval a zemřel na způsobená zranění. Z jeho krve pak vzešly violky. Attidova smrt byla v mystériích vykládána soteriologicky jako záchrana duše z hmotného světa.

Antičtí umělci ji zobrazovali jako vysokou ženu, jejíž hlavu věnčí hory, věže nebo hradby měst. Nejčastěji je však zachycena na voze taženém lvy nebo pardály. Mnoho jejích vyobrazení je známo z vázových maleb, kde je obvykle obklopena satyry a silény.

## Etymologie a tituly
Frýžské jméno této bohyně znělo Matar Kubileja či Mater Kubeleja, snad ve významu „matka hor, horská matka“ a v lýdštině byla nazývána Kuvava. V řečtině pak byla označována jako Κυβέλη (Kybelé), Κυβήβη (Kybébé) či Κύβελις (Kybelis), nebo také Μήτηρ θεῶν (Métér theón) - Matka bohů. Po příchodu do Říma pak byla v latině nazývána Cybele, ale zejména se zde ke jménu božstva nově přidružilo "velká", když Římané vytvořili theonym Mater Magna deum Idaea - „Velká matka bohů Ídská“. Z latiny se pak i do řečtiny dostal ekvivalent "Velká matka" Μεγάλη Μητέρ (Megalé Métér).

## Řím

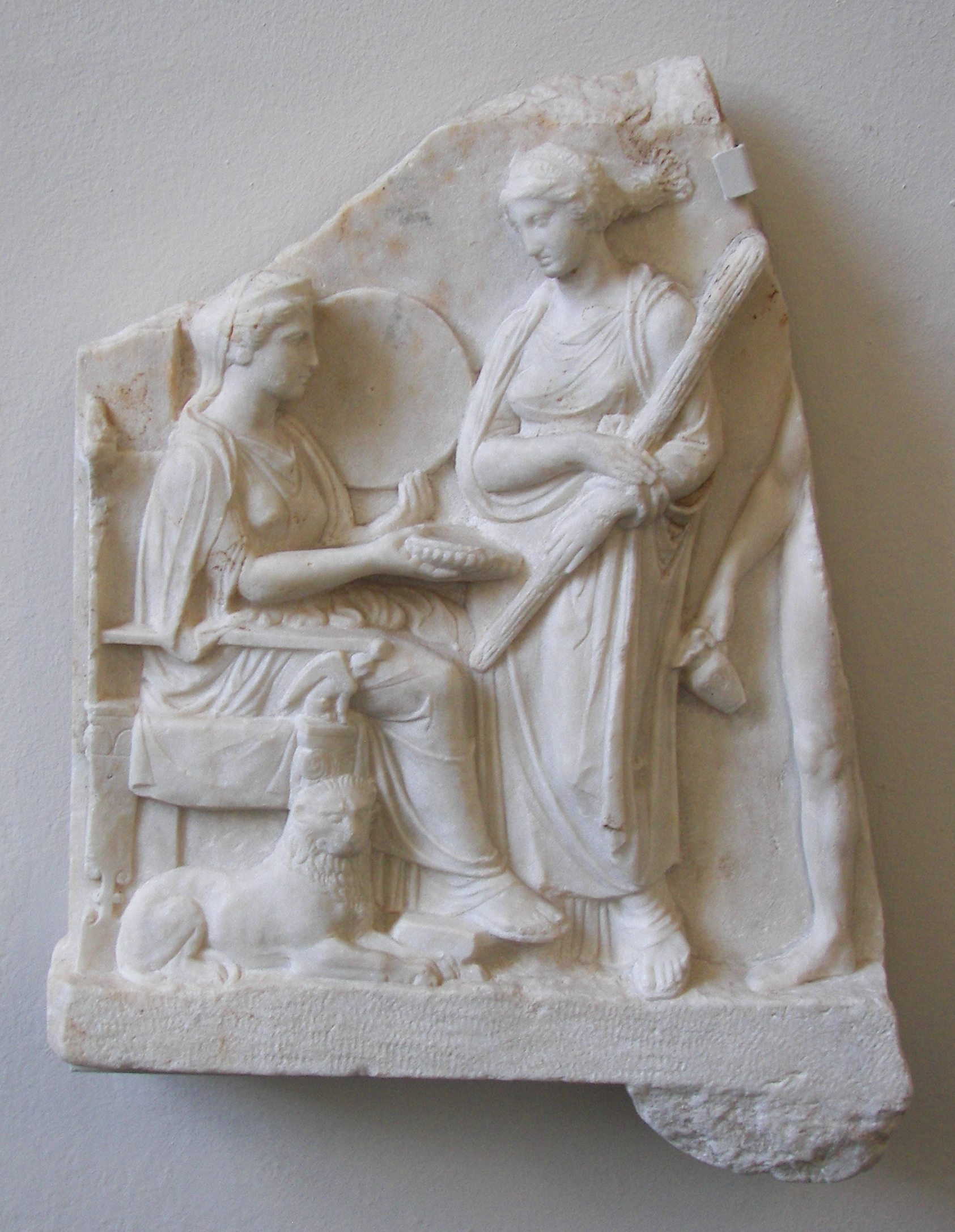
Fragment reliéfu s Kybelé v Pergamonském muzeu v Berlíně

V Římě byl zaveden kult Kybelé během Druhé punské války, když bylo roku 205 př. n. l. vysláno na základě věštby ze sybilských knih poselstvo do Pessinúntu, aby byla zajištěna porážka Hannibala. Přijetí této maloasijské bohyně připomínalo mytický původ Římanů v Tróji jež ležela pod horou Ídou. Poselstvo, díky zprostředkování pergamského krále Attala I., úspěšně získalo posvátný kámen a dorazilo s ním do Ostie, kde však loď uvízla a podle tradičního podání ji do pohybu uvedla až matrona Claudia Quinta, jež se tím zbavila falešného obvinění z nevěry. Kámen pak byl uložen v chrámu Victorie a byla konána lectisternia a hry ludi Megalensia. Poté byl bohyni na Palatinu postaven chrám, tedy uvnitř pomeria jako by se jednalo o domácí božstvo, a otevřen 10. dubna 191 př. n. l. Kult, včetně slavností, byl však až do konce republiky zapovězen římským občanům, výjimkou byla účast na hrách, a její kněžstvo pocházelo z Frýgie či jiných východních zemí. Výrazní byli především kněží-kleštěnci zvaní galli. Omezení byla zrušena až císařem Claudiem v 1. století, stále však byla zakázna rituální kastrace. Až v době císařství se také rozšířil Attidův kult.
O Kybelin kult pečovali dvě kolegia kněží: cannophori „nosiči rákosí“ a dendrophori „nosiči dřeva“ a slavnosti bohyně probíhali především v březnu, přičemž vrcholili svátkem Hilaria  „ti veselí“ slavený 25. března a končili 27. března procesím při kterém byl očišťován posvátný kámen.